# 森一鳳
森 一鳳（もり いっぽう、寛政10年（1798年） - 明治4年11月21日（1872年1月1日）は、江戸時代後期に大坂で活躍した絵師。森狙仙、森徹山、一鳳と続く森派の絵師。名は敬之、字は子交・子孝、通称は文平。

## 略伝
一鳳の人物についてわかっている事とは少ない。「森家系図」には、元々播磨国吉田村（現在の兵庫県のうち、明石市か、三木市、或いは姫路市）出身で、岩崎三平という人物だったが、寛政4年（1821年）24歳の時に、森徹山の娘・柳の婿養子となって森派を継いだという。弟弟子の森寛斎は京都で、一鳳は大坂を拠点に活躍し、共に森派の画名を関西に広めた。その後、肥後熊本藩主細川家に仕え、明治4年（1872年）に74歳で没した。墓所は大阪府大阪市北区兎我野町にある西福寺。
兄弟弟子に森寛斎、森雄山、和田呉山。弟子に森二鳳、森関山、望月金鳳など。一鳳には森文礼という養子がいたが、文礼の画名は上がらず、森派は一鳳・寛斎の代で終わった。
師・徹山の画風を守り、写生を基本とした情趣ある作品が多い。祖の狙仙が猿の毛書きに代表される細密な描写を得意としたのに対し、一鳳は色彩の濃淡を用いて面的に対象を描写するのを得意とした。特に一鳳の「藻刈船図」は、「藻刈り図を書く一鳳」から「儲かる一方」に通じることから、当時の大坂の商家で縁起物として重用されたことはよく知られている。ただし、作品は多く残っているものの、年期を記した例は少なく、画風展開を追うのは困難である。

## 代表作
| 作品名                                    | 技法             | 形状・員数         | 寸法（縦x横cm）    | 所有者                     | 年代               | 落款・印章 | 備考                                                              |
| ----------------------------------------- | ---------------- | ------------------ | ------------------ | -------------------------- | ------------------ | ---------- | ----------------------------------------------------------------- |
| 鷲図                                      | 板絵著色金砂子撤 | 絵馬1面            |                    | 金刀比羅宮                 | 1848年（嘉永元年） |            | 金砂子は後補。対馬府中藩主宗義和による奉納とされる。              |
| Peacock and Peahen with Chick and Peonies | 紙本著色金泥     | 襖8面              | 177.5x96.5（各）   | ウォルターズ美術館         | 1840-50年          |            |                                                                   |
| 西王母図                                  | 絹本著色         | 1幅                | 138.2x71.2         | ボストン美術館             | 1861年             |            |                                                                   |
| 新羅三郎図                                | 絹本著色         | 1幅                | 103.1x41.3         | ボストン美術館             | 1866年             |            |                                                                   |
| Geese and Herons                          | 板絵著色         | 杉戸絵2枚・表裏4面 | (176.8x182.9（各） | ブルックリン美術館         | 1870年             |            |                                                                   |
| Cherry Blossoms and Moonlight             | 絹本著色         | 1幅                | 102.8x41.9         | ボストン美術館             | 1871年             |            |                                                                   |
| 普賢院客殿障壁画                          | 紙本             | 襖16面             |                    | 普賢院（岡山市）           | 晩年の作品         |            | 内訳は「楼閣山水図」4面淡彩、「群鶴図」8面淡彩、「老松図」4面墨画 |
| 猪図                                      | 絹本著色         | 双幅               |                    | 永青文庫                   |                    |            | 2007年の切手趣味週間で採用。                                      |
| 孔雀図屏風                                | 紙本金地著色     | 2曲1隻             |                    | 大阪天満宮                 |                    |            |                                                                   |
| 浪華勝概帖                                |                  | 画帖               |                    | 大阪歴史博物館             |                    |            |                                                                   |
| 紅葉鳩・花菖蒲                            | 著色金砂子       | 六曲一双           |                    | 個人（大阪歴史博物館寄託） |                    |            |                                                                   |
| 熊図                                      | 絹本著色         | 1幅                |                    | 山口県立美術館             |                    |            |                                                                   |
| 群鳥・萩に四十雀・桜に雀図                | 絹本著色         | 3幅対              |                    | 松井文庫                   |                    |            |                                                                   |
| 猿図                                      | 絹本著色         | 1巻                | 40.9x177.2         | ボストン美術館             |                    |            |                                                                   |
| Hawk On A Straw Rice Bale                 | 絹本墨画著色     | 1幅                |                    | インディアナポリス美術館   |                    |            |                                                                   |